# Cephalotes liepini
Cephalotes liepini is een mierensoort uit de onderfamilie van de Myrmicinae. De wetenschappelijke naam van de soort is voor het eerst geldig gepubliceerd in 1999 door De Andrade & Baroni Urbani.